# جوستين شيرمان
جوستين شيرمان (بالإنجليزية: Heath Sherman)‏ هو لاعب كرة قدم أمريكية أمريكي، ولد في 27 مارس 1967.

## وصلات خارجية
- جوستين شيرمان على موقع مرجع كرة القدم المحترفة.كوم (الإنجليزية)